# 크로이츠링겐역
크로이츠링겐역(독일어: Bahnhof Kreuzlingen)은 스위스 투르가우주의 크로이츠링겐에 있는 기차역이다. 스위스 연방 철도의 표준궤 호수선과 THURBO의 빌-크로이츠링겐선이 만나는 지점에 있다. 크로이츠링겐 시정촌 내의 4개 역 중 하나이다.

## 운행편

### 시외
크로이츠링겐에서 다음 장거리 서비스가 정차한다:
- 인터레기오 : 루체른과 콘스탄츠 사이의 빌-크로이츠링겐선을 통해 매시간 운행.

### 로컬
크로이츠링겐은 장크트갈렌 S-반의 S1 및 S14에서 운행된다.
- S1 : 샤프하우젠에서 장크트갈렌을 통해 빌까지 호수선을 통해 30분마다 운행한다.
- S14 : 바인펠덴과 콘스탄츠 사이의 빌-크로이츠링겐선을 통해 30분마다 운행된다.